# Daniela Nardini
Daniela Nardini (* 26. April 1968, Largs, Schottland) ist eine britische Schauspielerin aus italienischer Abstammung.

## Karriere
Bekannt wurde sie durch mehrere Rollen in verschiedenen BBC-Serien. In Großbritannien erreichte sie ihren schauspielerischen Durchbruch durch ihre Rolle der Anna Forbes in der BBC-Two-Fernsehserie This Life. Sie wurde für diese Rolle als beste Schauspielerin mit dem BAFTA-Award 1998 und dem schottischen BAFTA ausgezeichnet. Sie gewann einen zweiten schottischen BAFTA im Jahr 2009 für ihre Rolle in Annie Griffin’s New Town.
Bei uns wurde sie durch die mit BAFTA ausgezeichnete Serie The Fades in der Rolle der Angelic Helen bekannt.
Nardini schloss ihre Schauspielausbildung bei der Royal Scottish Academy of Music and Drama in Glasgow ab. Ihre Eltern leiten Die Nardini, einen bekannten Eissalon in Largs. Die Eisdiele wird bei der populären BBC-Sendung Balderdash & Piffle lexikographisch erwähnt. Daniela sprach über ihre Familie in Zusammenhang mit der mysteriösen Geschichte der 99 Flake Eis. Seitdem ist die Eisdiele geschlossen.

## Leben
Als sie 16 war, kam ihr älterer Bruder bei einem Autounfall ums Leben, was ihren Abbruch kurz vor ihrem Abschluss als Schauspiel-Lehrerin auslöste.
Anschließend erhielt sie ihre Rolle als Anna Forbes und schaffte damit ihren Durchbruch.
Derzeit lebt Nardini mit ihrem Ehemann Ivan Stein und ihrer Tochter in Glasgow.

## Filmografie (Auswahl)
- 1990: Take the High Road (Fernsehserie, 2 Folgen)
- 1990: Your Cheatin’ Heart (Fernsehserie, 1 Folge)
- 1993: Taggart (Fernsehserie, 1 Folge)
- 1993: Doctor Finlay (Fernsehserie, 1 Folge)
- 1997: Reckless (Fernsehserie, 6 Folgen)
- 1997: The Sherman Plays (Fernsehserie, 2 Folgen)
- 1996–1997: This Life (Fernsehserie, 32 Folgen)
- 1998: Big Women (Fernsehserie, 4 Folgen)
- 1998: Undercover Heart (TV Mini-Serie)
- 1999: Elephant Juice
- 1999: Love in the 21st Century (Fernsehserie, 1 Folge)
- 1999: Tube Tales
- 2000: Hands Up!
- 2000: Rough Treatment (Fernsehfilm)
- 2001: Table 12 (Fernsehserie, 1 Folge)
- 2001: Outside the Rules (Fernsehfilm)
- 2002: Sirenen der Finsternis (Sirens)
- 2004: Maria Stuart – Blut, Terror und Verrat (Gunpowder, Treason & Plot)
- 2004: Jack Brown and the Curse of the Crown
- 2004: Cargo
- 2004: Quite Ugly One Morning
- 2005: If… (Fernsehserie, 1 Folge)
- 2005: Festival
- 2006: Shiny Shiny Bright New Hole in My Heart (Fernsehfilm)
- 2007: This Life + 10
- 2008: Lewis – Der Oxford Krimi (Fernsehserie, 1 Folge)
- 2009: New Town (Fernsehfilm)
- 2011: Vera (Fernsehserie, 1 Folge)
- 2012: The Fades (Fernsehserie, 4 Folgen)
- 2013: Waterloo Road (Fernsehserie, 4 Folgen)
- 2013: Make My Heart Fly – Verliebt in Edinburgh (Sunshine on Leith)
- 2014: Bob Servant (Fernsehserie, 3 Folgen)
- 2015: Sunset Song
- 2019: Duck Daze (Kurzfilm)

## Auszeichnungen (Auswahl)
Im Laufe ihrer Karriere hat Daniela Nardini einige Auszeichnungen erhalten und wurde für viele weitere nominiert.
- 1997: BAFTA Awards, Scotland gewann Sie, Best Actress – Television für: This Life (1996).
- 1998: BAFTA TV Awards, gewann Sie, Best Actress für This Life (1996).
- 1999: Broadcasting Press Guild Awards, gewann Sie, Best Actress für: Undercover Heart (1998).
- 2005: BAFTA Awards, Scotland, nominiert, Best Actress in a Scottish Film für: Festival (2005/I).